# Lamar Miller
Pour les articles homonymes, voir Miller.
(en) Statistiques sur pro-football-reference
Lamar Miller, né le 25 avril 1991 à Miami (Floride) est un joueur américain de football américain, qui évolue au poste de running back.
Il est considéré comme un des meilleurs running back de la draft 2012 de la NFL.

## Biographie

### Jeunesse
Lamar Miller joue pour l'équipe de football américain de la Miami Killian High School (en) de Miami. Durant sa dernière année il court 1 749 yards en 217 portés et inscrit 22 touchdowns.

### Carrière universitaire
Miller est suspendu lors de sa première saison universitaire en 2009. Il est 11 fois titulaire lors de la saison 2010 et il court 646 yard en 108 portés et inscrit 6 touchdowns. Lors de la saison 2011 Miller devient définitivement le running back titulaire des Hurricanes de Miami. Au cours de cette saison 2011 Miller devient le premier running back à parcourir plus de 1 000 yards en une saison (1 016 yards), depuis Willis McGahee en 2002.

### Carrière professionnelle

#### Dolphins de Miami
Le 28 avril 2012, Miller est drafté au 4e tour de la draft 2012 de la NFL. Durant cette draft un deuxième joueur des Hurricanes de Miami est sélectionné par les Dolphins de Miami, il s'agit du defensive end Olivier Vernon. Ils sont les premiers joueurs des Hurricanes à être choisis par les Doplhins depuis Vernon Carey en 2004. Miller signe un contrat de quatre ans et 2,58 millions de dollars comprenant une prime de 480 000 dollars.
Miller marque son premier touchdown en NFL après une course de 15 yards lors du deuxième match de la saison contre les Raiders d'Oakland le 16 septembre 2012. Il termine sa première saison professionnelle avec 13 titularisations et cumule 250 yards et un touchdown.
À la suite du départ de Reggie Bush il devient officiellement le running back titulaire pour la saison 2013. Lors du premier match de la saison il réalise une course de 69 yards. Il marque son premier touchdown de la saison lors du deuxième match contre les Colts d'Indianapolis. Il termine la saison 2013 avec 16 titularisations, 709 yards parcourus et 2 touchdowns.
Durant le premier match de la saison 2014 Miller marque un touchdown après la réception d'une passe de Ryan Tannehill, lors de la victoire surprise des Dolphins face aux Patriots de la Nouvelle Angleterre. Lors du dernier match de la saison 2014, Miller réalise une course de 97 yards et établit le nouveau record de la franchise. Sa course est la plus longue de la NFL lors de la saison 2014. Miller est élu running back de la semaine lors de la dernière semaine de la saison régulière. Il dépasse pour la première fois de sa carrière professionnelle les 1 000 yards à la course en une saison.
Lors de la 7e semaine de la saison 2015, Miller est élu running back de la semaine grâce à sa performance face aux Texans de Houston. Il parcourt 175 yards et marque deux touchdowns dont un en réception de passe.

#### Texans de Houston
Miller a rejoint les Texans de Houston en signant un contrat de 4 ans pour 26 millions $ us, dont 14 sont garantis, le 9 mars 2016.